# グリーンメディア
株式会社グリーンメディア（GLEAN MEDIA co.,ltd）は、東京都渋谷区恵比寿西に所在する日本の芸能事務所。
タレントのみならず、文化人・アスリートのマネージメントも行っている。

## ACTOR
- 川野太郎
- 宮川一朗太
- 大塚和彦
- 岩本淳
- 荒木義彰
- 半田浩平
- 寺田ムロラン
- 河野マサユキ
- 佐藤まんごろう
- 西将輝
- 坂中久志
- 前川和也
- 南優
- 斉藤佑介
- 戸田信太郎
- 藤本涼
- 石川啓大
- 佐藤太助

- 今井英二
- いしいはじめ
- 龍輝
- 辻川慶治
- 簑輪裕太
- 細渕敬史
- 司馬龍一
- 松村遼
- 道仙拓真
- 中村隆希
- 井尻雅人
- 池田和樹
- 中村 隆希

## ACTRESS
- 秋川リサ
- 柿弘美
- 前野恵
- 徳永笑美里
- 石塚初美
- 重城サエ
- 山本祐香
- 五十嵐舞
- 諏訪井モニカ
- 三神エレナ
- 富田玲奈
- 松長ゆり子
- 磯山香
- 西郷みゆき
- 山口知紗
- 竹井ゆず
- 香山裕香
- 田中麻代
- 末岡いずみ
- 長島夕貴
- 渡部茜
- 西間瑞希
- 久保桜
- 高橋朋伽
- トミナガココロ
- 中野深咲
- 紀井彩花
- 久保由乃
- 平澤瑠菜

## ANNOUNCER
- 有馬隼人（元TBS）
- 菅原美千子（元仙台放送）
- 水嶋千詠
- 坂本安代（元NHK福井放送局）
- 片桐千晶（元秋田テレビ）

## ATHLETE
- 有馬隼人（アメリカンフットボール）
- 大塚光二（業務提携　野球）
- 土肥義弘（野球）
- AKI HATANO（ラリー）
- 新田渉世（ボクシング 国立大卒初のチャンピオン）

## ARTIST
- ミック宮川（メディアクリエイター）
- 菅原美千子（作家）
- Flare（ダンスボーカル姉妹ユニット）
- 田熊ゆい （ウェルネスデザイナー　自然美研究家）
- 鷲野圭子（料理研究家・ワインエキスパート）
- 片桐千晶（日本酒ソムリエ）